# Aqtoghay Aūdany (distrikt i Kazakstan, Qaraghandy)
Aqtoghay Aūdany är ett distrikt i Kazakstan.   Det ligger i oblystet Qaraghandy, i den centrala delen av landet, 400 km sydost om huvudstaden Astana.